# Билкис
Билки́с (араб. بلقيس‎), Царица Са́вская (араб. ملكة سبأ‎, Мали́ка Са́ба) — легендарная правительница Сабейского царства, персонаж мусульманских преданий, имя упоминаемой в Коране царицы Сабы, соответствующей библейской царице Савской. 

## В Коране
Имя Билкис в тексте Корана не упоминается, но оно появляется в различных вариантах мусульманского предания вместе с мотивами, дополняющими и развивающими коранический сюжет. В Коране приводится история о том, как служивший пророку Сулейману (Соломон) удод рассказал царю о посещении им страны Сабы, где людьми правит женщина, которой «даровано всё» и которая вместе со своим народом поклоняется Солнцу «и шайтан разукрасил им их деяния и отвратил их с пути».
Пророк отправил с удодом приглашение-приказ царице, в котором требовал прийти к нему и принять веру в Аллаха. Посоветовавшись с приближенными, царица отправила царю богатые дары, но Сулейман презрительно отозвался перед её посланцами, и сообщил им, что пойдет на Сабу с войском. Затем царица прибыла к Сулейману сама. Праведник, знавший Величайшее имя Аллаха, помолился Господу, и в мгновение ока трон царицы оказался во дворце Сулеймана. Войдя в дворец, она приняла хрустальный пол «за водяную пучину, и открыла свои голени». Таким образом Сулейман, которому во всём помогал Аллах, доказал своё могущество и хитрость, а царица признала, что заблуждалась, и уверовала в Аллаха.

## В преданиях
Мусульманские предания чаще всего называют царицу именем Билкис (Балкис), иногда приводится имя Ялмака. В предании подробно излагают историю с перенесением трона. Абу Мухаммад аль-Багави и другие комментаторы Корана передают, что для проверки слуха о том, что ноги царицы покрыты волосами и заканчиваются копытцами, под хрустальным полом был устроен пруд. О Билкис как о Царице Савской упоминает Ибн Араби в Геммах мудрости. Пророк приказал изобрести для неё специальную мазь, которая снимает волосы.
По одним версиям предания, Сулейман женился на Билкис, по другим — выдал её замуж за йеменского царя из племени хамдан. Мусульманское предание в принципе восходит к библейскому рассказу о царице Савской, но весьма от него отличается и содержит ряд дополняющих сюжетов. Оно очень сходно с версией легенды, вошедшей в эфиопский царский эпос «Кыбрэ Нэгэст». Несмотря на то, что речь идёт о государстве Саба, йеменских реалий в рассказе почти нет.

## Прочее
В средневековом Йемене имя Билкис пользовалось большой популярностью. Изображения Билкис, стоящей в воде перед пророком Сулейманом, встречаются на персидских миниатюрах, в скульптуре и живописи средневековой Европы. Легенда о Билкис (Балкис) приводится в рассказе А. И. Куприна «Суламифь».
С ней связывали развалины древнего Мариба. Историки называли Младшей Билкис царицу сулайхидской династии XII века ас-Саййиду. Именем Билкис назван один из астероидов.